# 泉州府文庙
泉州府文庙位于中国福建省泉州市鲤城区海滨街道涂门街，始建于唐代，北宋太平兴国年间迁至今址，南宋绍兴七年（1137）重建，历代多次重修。2021年作为泉州：宋元中国的世界海洋商贸中心的22个遗产点之一列入世界遗产名录。
泉州府文庙在该系列遗产中的价值表现为两方面：一方面，多元的社会群体是推动宋元泉州世界海洋贸易中心繁荣的核心力量，文庙和南外宗正司遗址是其中包括政府官员和高级知识分子在内的社会精英群体的象征；另一方面，文庙与同在泉州城北部的开元寺、南外宗正司遗址等代表着固有的行政性城区，与宋元时期在泉州城南部随贸易拓展的商业性城区相对应，这一城市发展进程体现出海洋贸易对海港城市形态的直接塑造。

## 历史
泉州府文庙始建于唐代，最初为位于衙城西（今泉州市第六中学一带）的鲁司寇庙，传有张九龄题额，五代时为宣圣庙，北宋太平兴国初年，泉州通判乔维岳迁其址至子城南门崇阳门外东南的三教铺（罗城南门镇南门内东北），即今址，太平兴国七年（982年）即庙建学，大中祥符二年（1009年）又迁育材坊，至大观三年（1109年）还复旧地，南宋绍兴七年（1137年）重建，形成左学右庙的布局。南宋咸淳年间（1265年－1274年）重建大成殿，今大成殿大修于清乾隆二十六年（1761年），仍保留宋代结构特点，明伦堂则重建于明嘉靖二十二年（1543年）。

## 建筑

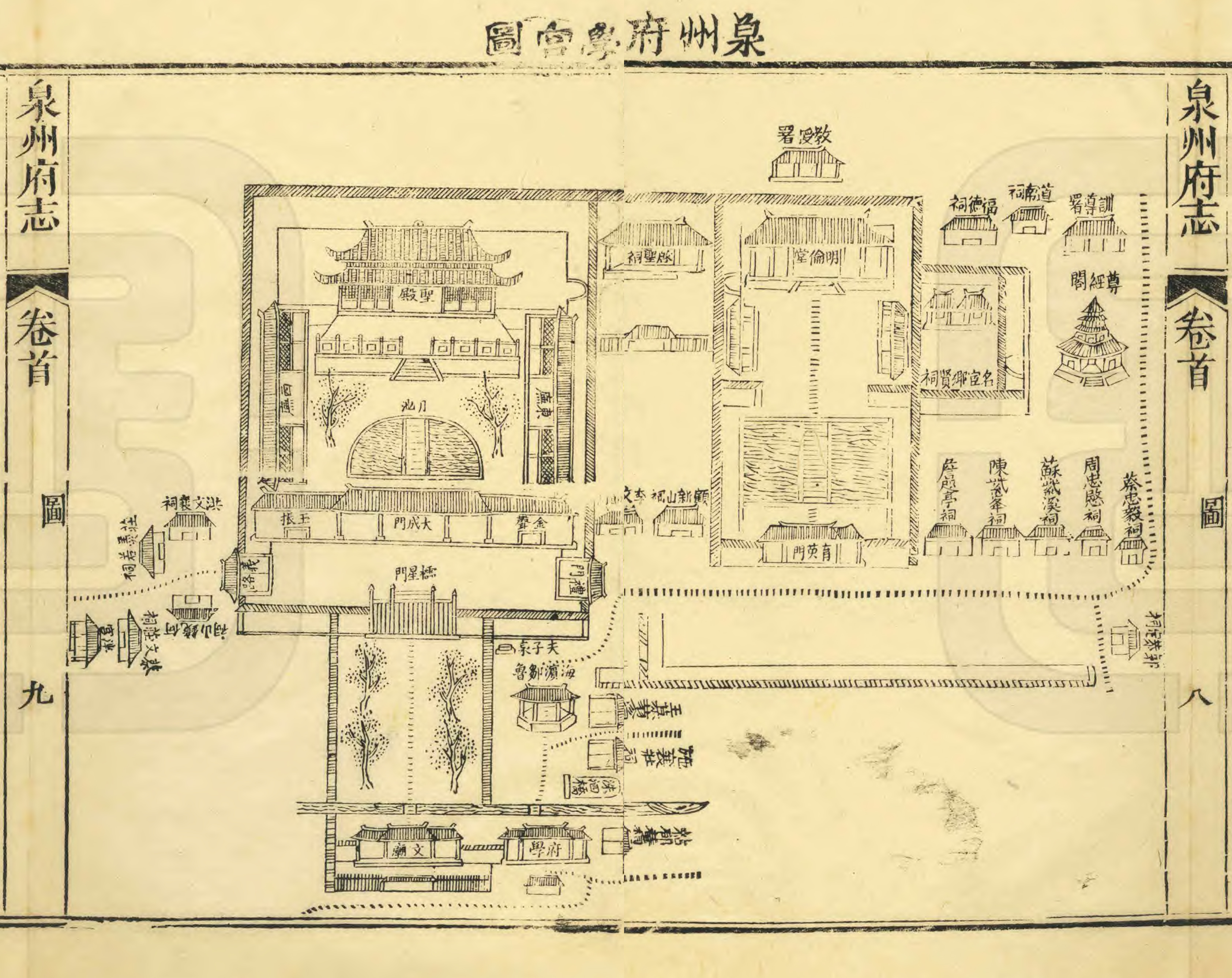
清乾隆二十八年（1763）《泉州府志》府学图

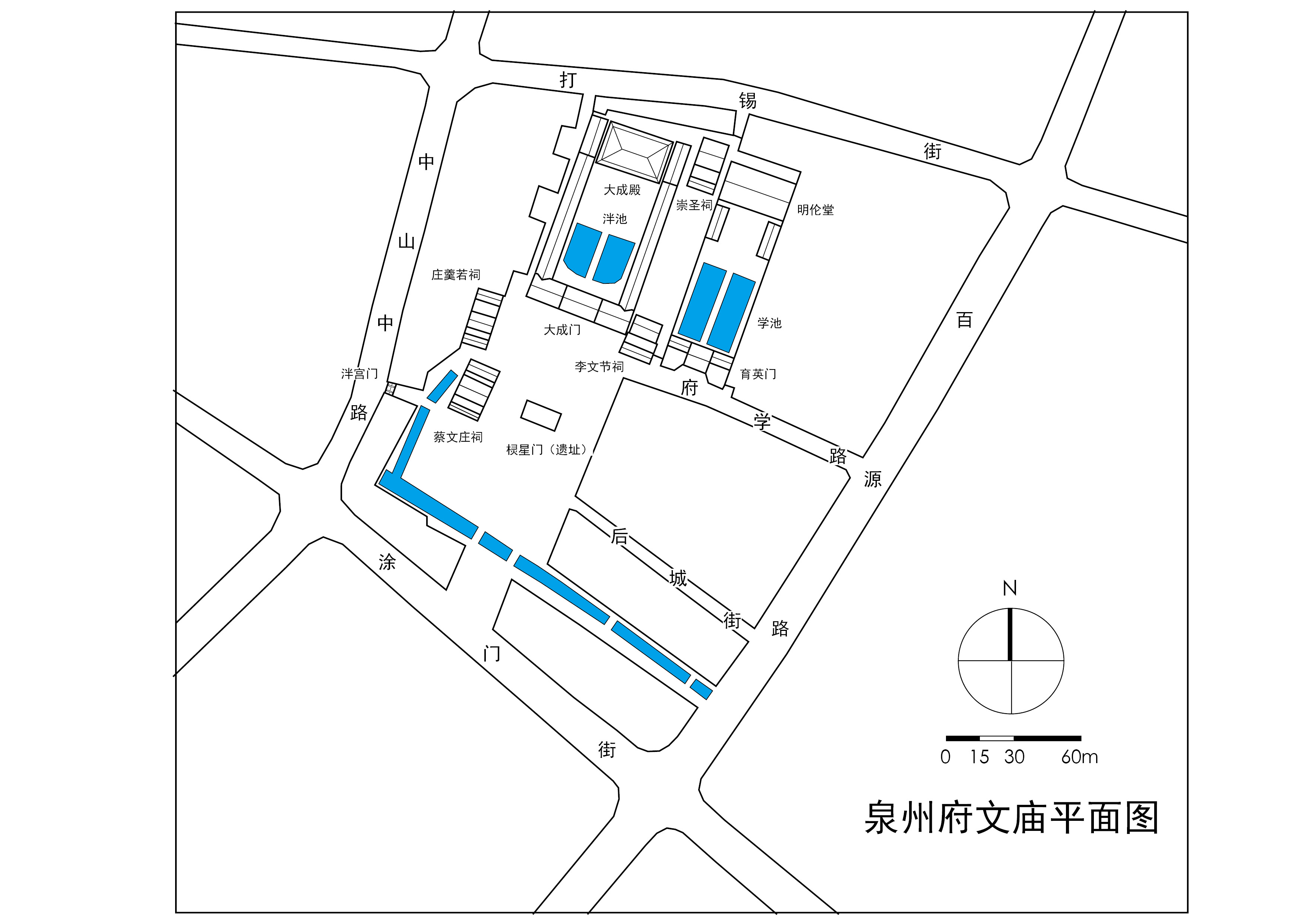
泉州府文庙平面图

泉州府文庙主体建筑分为孔庙和府学，西路孔庙依次为照墙（已不存）、庙门三间（已不存）、石桥（今已改建）、棂星门三间（毁于20世纪30年代，现存遗址）、大成门三间（东有金声门，西有玉振门，各五间，门前东西有两座栅门（已不存），外题礼门、义路，内题贤关、圣域）、泮池泮桥和大成殿七间（前有月台和东西庑各十九间）。大成殿面阔七间，进深五间，重檐庑殿顶上覆以黄色琉璃瓦，檐柱用六根蟠龙石柱，金柱用两根蟠龙石柱，铺作采用真昂，室内梁架通饰彩绘，屋脊饰以剪瓷雕，殿前月台须弥座束腰处存有宋代青石浮雕花卉卷草纹饰。
东路府学依次为照墙（已不存）、学门三间（已不存）、洙泗桥（石桥，今已改建）、海滨邹鲁亭（已不存）、育英门三间（东西有附属建筑各三间）、学池学桥和明伦堂七间（前有东西书斋各五间）。明伦堂面阔七间，进深五间，单檐硬山顶上覆以黄色琉璃瓦。
明伦堂西为崇圣祠，有前后两进各三间，东为名宦乡贤祠（已不存），再东为尊经阁（俗称魁星楼，20世纪50年代拆除，顶层移建为今百源川池上的八角亭，原址今为华侨大厦），教授署和训导署分别位于明伦堂北和尊经阁北（均已不存）。另在西侧南街（今中山中路）上建有泮宫门（2013年重建）。
- 大成门
- 泮池泮桥
- 大成殿
- 大成殿室内
- 大成殿梁架
- 育英门
- 学池学桥
- 明伦堂
- 明伦堂室内
- 明伦堂梁架
- 崇圣祠
- 尊经阁

根据清乾隆二十八年（1763）《泉州府志》府学图，文庙周边绘有十五座明清乡贤专祠，今仅存蔡文庄祠、李文节祠和庄羹若祠三座，各专祠的情况如下表：
| 名称     | 建设年代                         | 奉祀对象         | 保存情况                   |
| -------- | -------------------------------- | ---------------- | -------------------------- |
| 蔡文庄祠 | 明隆庆四年（1570）               | 明先儒侍郎蔡清   | 今存，2002年修缮           |
| 陈紫峰祠 | 明万历五年（1577）               | 明提学佥事陈琛   | 1979年建设华侨大厦时拆除   |
| 苏紫溪祠 | 明万历二十八年（1600）           | 明按察使苏濬     | 早年已废                   |
| 李文节祠 | 明万历四十五年（1617）           | 明大学士李廷机   | 今存，2003年修缮           |
| 郭恭定祠 | 明万历间（1573-1620）            | 明户部侍郎郭惟贤 | 早年已废                   |
| 周忠愍祠 | 明代                             | 明户部主事周天佐 | 早年已废                   |
| 顾新山祠 | 明天启六年（1626）               | 明侍郎顾珀       | 21世纪初尚存，今已辟为通道 |
| 何镜山祠 | 明崇祯五年（1632）               | 明工部侍郎何乔远 | 2001年辟文庙广场时拆除     |
| 詹咫亭祠 | 明崇祯九年（1636）               | 明刑部侍郎詹仰庇 | 早年已废                   |
| 庄羹若祠 | 明崇祯九年（1636）               | 明宫詹庄际昌     | 今存，2002年修缮           |
| 王慕蓼祠 | 明崇祯十一年（1638）             | 明副使王畿       | 已废                       |
| 蔡忠毅祠 | 清康熙四十九年（1710）自别处迁入 | 明长沙推官蔡道宪 | 早年已废                   |
| 粘郁庵祠 | 清顺治十八年（1661）             | 明江浦知县粘洪录 | 早年已废                   |
| 洪文襄祠 | 清康熙六年（1667）               | 清大学士洪承畴   | 早年已废                   |
| 施襄壮祠 | 清康熙三十五年（1696）           | 清靖海侯施琅     | 早年已废                   |

- 蔡文庄祠全貌
- 蔡文庄祠大门
- 李文节祠大门
- 庄羹若祠全貌
- 庄羹若祠大门

## 展陈

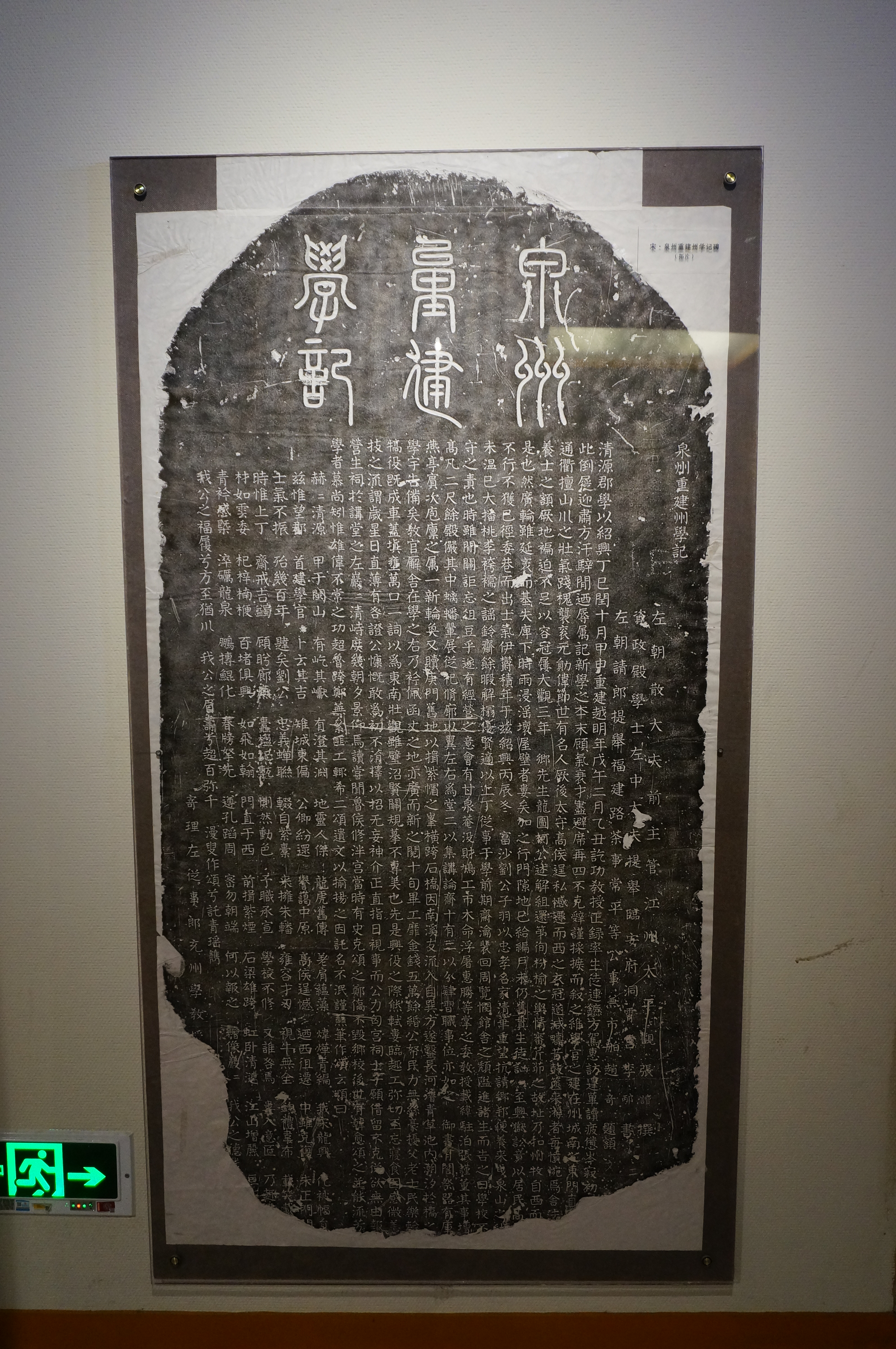
约南宋绍兴八年（1138）《泉州重建州学记》碑拓片，题额者赵奇职衔为“左朝请郎提举福建路茶事常平等公事兼市舶”，表明此时福建市舶司的职务由提举茶盐司兼领。

泉州府文庙现设有三个常态化专题陈列，其中东庑内为“刺桐风物——泉州市情展”，展示泉州市情概况与历史文化特色；西庑内为“斯文圣境——泉州府文庙历史文化展”，展示泉州府文庙的建筑特征、文化内涵、历史地位以及在海峡两岸文化交流中的重要作用；明伦堂内为“四海人文第一邦——泉州教育史话展”，展示泉州教育发展的历程。

## 交通
公交站
- 府文庙站：4路、6路、14路、19路、24路、25路、26路、33路、41路、601路

公共自行车
- Youbike 百源路站
- Youbike 新门街头站